# Anthony Bushell
Pour les articles homonymes, voir Bushell.
Anthony Bushell est un acteur et réalisateur britannique, né le 19 mai 1904 à Westerham (Kent, Angleterre), mort le 2 avril 1997 à Oxford (Angleterre).

## Filmographie

### Acteur

#### Cinéma

##### Années 1920
- 1929 : Disraeli d'Alfred E. Green : lord Charles Deeford
- 1929 : The Show of Shows de John G. Adolfi : rôle non crédité dans le segment King Richard III

##### Années 1930
- 1930 : Lovin' the Ladies (en) de Melville W. Brown : Brooks, le valet
- 1930 : La Fin du voyage (Journey's End) de James Whale : le lieutenant Hibbert
- 1930 : The Flirting Widow (en) de William A. Seiter : Robert « Bobby » Tarbor
- 1930 : Agent Z 1 (en) (Three Faces East) de Roy Del Ruth : le capitaine Arthur Chamberlain
- 1931 : La Princesse amoureuse (The Royal Bed) de Lowell Sherman et Bryan Foy : Freddie Granton
- 1931 : Born to Love (en) de Paul L. Stein : Leslie Darrow
- 1931 : Chances d'Allan Dwan : Tom Ingleside
- 1931 : Five Star Final de Mervyn LeRoy : Phillip Weeks
- 1931 : Expensive Women (en) de Hobart Henley : Arthur Raymond
- 1932 : A Woman Commands (en) de Paul L. Stein : le lieutenant Iwan Petrovitch
- 1932 : Shop Angel (en) de E. Mason Hopper : Larry Pemberton
- 1932 : Vanity Fair de Chester M. Franklin : Dobbin
- 1932 : Escapade de Richard Thorpe : Philip Whitney
- 1932 : The Silver Greyhound (en) de William C. McGann : Gerald Varrick
- 1932 : Sally Bishop (en) de T. Hayes Hunter : Bart
- 1932 : The Midshipmaid (en) d'Albert de Courville : le lieutenant Valentine
- 1933 : Le Fantôme vivant (The Ghoul) de T. Hayes Hunter : Ralph Morlant
- 1933 : J'étais une espionne (I Was a Spy) de Victor Saville : Otto
- 1933 : Channel Crossing (en) de Milton Rosmer: Peter Bradley
- 1933 : Red Wagon (en) de Paul L. Stein : Toby Griffiths
- 1933 : Crime on the Hill (en) de Bernard Vorhaus: Tony Fields
- 1934 : Love at Second Sight de Paul Merzbach : Bill
- 1934 : Lilies of the Field (en) de Norman Walker (en) : Guy Mallory
- 1934 : Soldiers of the King (en) de Maurice Elvey : le lieutenant Ronald Jamieson
- 1934 : Forbidden Territory (en) de Phil Rosen : Rex Farringdon
- 1934 : Le Mouron rouge (The Scarlet Pimpernel) d'Harold Young : sir Andrew Ffoulkes
- 1935 : Admirals All (en) de Victor Hanbury : le lieutenant Steve Langham
- 1936 : Attention faux monnayeurs (en) (Dusty Ermine) de Bernard Vorhaus : l'inspecteur Forsythe
- 1937 : The Angelus (en) de Thomas Bentley : Brian Ware
- 1937 : Le Mystère de la Section 8 (Dark Journey) de Victor Saville : Bob Carter
- 1937 : Six heures à terre (en) (Farewell Again) de Tim Whelan : Roddy Hammond
- 1937 : Le Retour du mouron rouge (en) (Return of the Scarlet Pimpernel) de Hanns Schwarz : sir Andrew Foulkes
- 1938 : The Rebel Son (en) d'Adrian Brunel : Andrei Bulba
- 1939 : Le lion a des ailes (The Lion Has Wings) d'Adrian Brunel, Brian Desmond Hurst, Michael Powell et Alexander Korda : un pilote
- 1939 : The Arsenal Stadium Mystery de Thorold Dickinson : John Doyce

##### Années 1940
- 1944 : For Those in Peril de Charles Crichton : rôle non crédité
- 1948 : Hamlet de Laurence Olivier : rôle non crédité
- 1949 : La Mort apprivoisée (The Small Back Room) de Michael Powell et Emeric Pressburger : le colonel Strang

##### Années 1950
- 1950 : L'Ange à la trompette (en) (The Angel with the Trumpet) d'Anthony Bushell : le baron Hugo Traun
- 1950 : L'Histoire des Miniver (The Miniver Story) de H. C. Potter : le Dr Kaneslaey
- 1951 : L'assassin frappe à minuit (The Long Dark Hall) de Reginald Beck et Anthony Bushell : Clive Bedford
- 1951 : Haute trahison (en) (High Treason) de Roy Boulting : le major Elliott
- 1952 : Who Goes There! (en) d'Anthony Kimmins : le major Guy Ashley
- 1953 : Les Bérets rouges (The Red Beret) de Terence Young : le major-général A.B.C. Whiting
- 1954 : Le Serment du chevalier noir (The Black Knight) de Tay Garnett : Le roi Arthur
- 1954 : La Flamme pourpre (The Purple Plain) de Robert Parrish : le colonel Aldridge
- 1956 : Le Secret des tentes noires (The Black Tent) de Brian Desmond Hurst : l'ambassadeur Baring
- 1956 : La Bataille du Rio de la Plata (The Battle of the River Plate) de Michael Powell et Emeric Pressburger : Millington Drake
- 1957 : Amère Victoire (Bitter Victory) de Nicholas Ray : le général R.S. Patterson
- 1958 : Le vent ne sait pas lire (The Wind Cannot Read) de Ralph Thomas : le brigadier
- 1958 : Atlantique, latitude 41° (A Night to Remember) de Roy Ward Baker : le capitaine Arthur Rostron
- 1959 : Desert Mice de Michael Relph : Plunkett

##### Années 1960
- 1961 : The Queen's Guards de Michael Powell : le major Cole

#### Télévision

##### Téléfilms
- 1939 : Murder on the Second Floor, pièce de Frank Vosper : Hugh Bromilow
- 1957 : Robert's Wife, pièce de St. John Greer Ervine (en) : le révérend Robert Carson
- 1959 : The Hill, pièce de Paul Almond : un centurion

#### Séries
- 1958 : Quatermass and the Pit (en) : le colonel James Breen (6 épisodes)
- 1959 : L'Homme invisible (The Invisible Man) : le général Martin (épisode Shadow Bomb)
- 1959 : The Four Just Men (en) : le colonel Cyril Bacon (épisode The Battle of the Bridge)
- 1961 : Destination Danger (Danger Man) : Lotsbeyer (épisode The Girl Who Liked G.I.'s)
- 1962 : Sir Francis Drake, le corsaire de la reine (Sir Francis Drake) : Tom Doughty (épisode The Doughty Plot)
- 1963 : Ce sentimental M. Varela (The Sentimental Agent) : le major Nelson (épisode All That Jazz)
- 1964 : Drama 61-67 (en) : le lieutenant-général Priest (épisode The Crunch)

### Réalisateur

#### Cinéma
- 1950 : L'Ange à la trompette (en) (The Angel with the Trumpet)
- 1951 : L'assassin frappe à minuit (The Long Dark Hall)
- 1961 : L'Empreinte du dragon rouge (The Terror of the Tongs)